# Agisoft Metashape
A Metashape, korábban PhotoScan fotogrammetriai feldolgozó szoftver, amelyet a szentpétervári székhelyű Agisoft cég fejleszt. Első változata 2010-ben jelent meg. Standard és Professional változatban érhető el. Windows, Linux és MacOS operációs rendszeren működő változata létezik.
A légi térképészetben, 3D modellezésben széleskörűen elterjedt és használt szoftver. A szoftver geoinformatikai rendszerekben használható téradatokat állít elő, mint pl. pontfelhő, TIN modell, digitális magassági modell, ortofotó.
Kétféle licencelése létezik: a Node-Locked licenc és a Float licenc. A Node-Locked lincenccel a szoftver egy gépre telepíthető és futtatható. Float licenc esetén a szoftver tetszőleges számú számítógépre telepíthető, de egyidejüleg csak annyi gépen futtatható, amennyit a licenc lehetővé tesz.